# Aladin ou la Lampe merveilleuse (film, 1966)
Pour les articles homonymes, voir Aladin.
Pour plus de détails, voir Fiche technique et Distribution.
Aladin ou la Lampe merveilleuse (Волшебная лампа Аладдина) est un film soviétique réalisé par Boris Rytsarev, sorti en 1966,.

## Fiche technique
- Photographie : Vassili Dultsev, Lev Rogozin
- Musique : Alekseï Muravliov
- Décors : Anatoli Anfilov, Konstantin Zagorski, E. Gorbatchiova